# St. Augustine South (Trinidad y Tobago)
St. Augustine South es una localidad de Trinidad y Tobago, que forma parte de la región de Tunapuna-Piarco.

## Geografía
La localidad abarca parte de la isla Trinidad y limita al norte con St. Augustine, al sur con La Paille Village, al este con Pasea Extension y al oeste con Spring Village.

## Demografía
Datos demográficos de la localidad de St. Augustine South:
| Gráfica de evolución demográfica de St. Augustine South entre 2000 y 2011 |
|                                                                           |